# Слободни стрелци
Слободни стрелци (фр. francs-archers) били су француска пешадија наоружана луком створена у 15. веку. Они представљају први покушај стварања редовне (професионалне) пешадије у Француској и феудалној Европи уопште.

## Организација
Спроводећи реформу француске војске крајем стогодишњег рата, француски краљ Шарл VII формирао је 1445. стајаћу коњичку трупу - ордонанс компаније, а затим 1448. и слободне стрелце, јачине 8.000 људи. Свака општина (село и град) је на 50 огњишта морала опремити и наоружати (луком, мачем и ножем) по једног слободног стрелца, одабраног међу највештијим стрелцима луком. У миру су без плате вежбали недељом, па су били ослобођени пореза (одатле назив слободни). У рату су стајали под оружје на краљев позив (чиме је уклоњено посредништво феудалаца у добављању војника) уз месечну плату од 4 франка (златника).

## На бојишту
У почетку су слободни стрелци били већином стари ратници, задојени мржњом против Енглеза и против њих су успешно коришћени у стогодишњем рату. Учествовали су у нападу на Вернон (1449), у боју код Формињија (1450), у опсади Кана 1450. (око 4.000 људи) и у Гијени 1451 (око 3.000).
По завршетку стогодишњег рата (1453) изгубили су војнички дух и давали све слабије резултате. Луј XI је 1469. реорганизовао слободне стрелце чији је број тада износио око 16.000. Француска је подељена на 4 округа, који је требало да формирају по 8 батаљона, сваки по 500 слободних стрелаца (наоружаних луком, самострелом или копљем). Били су без дисциплине и борбености, самовољни и необуздани, и зато омрзнути у народу. После боја код Гингата (1479), у којем су после кратког отпора подлегли немачким и фламанским копљаницима, слободни стрелци су распуштени и замењени сталним најамничким јединицама (фр. bandes françaises).

## Распуштање
Шарл VIII и Луј XII поново су покушали да их употребе, али без успеха. Франсоа I реорганизовао је слободне стрелце под називом легионари (7 легија по 6.000 С. формираних у по 6 кохорти). Слабо обучени, недисциплиновани и несигурни у борби (1534. и 1536. су се побунили и разишли, а 1545. су се предали Енглезима), коначно су распуштени средином 16. века.